# Tuvstarr
För figuren i John Bauers sagovärld, se Tuvstarr (sagofigur).
Tuvstarr (Carex cespitosa) L. är ett flerårigt halvgräs inom släktet starrar och familjen halvgräs.

## Beskrivning
Tuvstarr växer i mycket täta tuvor och har nedtill rödbruna, upprispade slidor. Dess strån är slanka och sträva. De gulgröna bladen blir 2 - 4 mm breda, lika långa som stråna, med en ovansida som är blank och slät. Undersidorna är papillösa. Vid torka får bladen utåtrullade kanter.
Varje strå består av 1 ljusgult hanax längst upp, och 1 - 3 bruna honax, lite längre ned. Axen är tätt sammansatta och 1 - 2 cm långa. De nedre stödbladen är korta och smala. De svartbruna axfjällen är kortare än fruktgömmena. De grå- eller brungröna fruktgömmena blir 2 - 2,5 mm stora.
Stråna blir 20 - 50 cm höga. Ett moget strå kan ibland bli ända till 1 m långt. Blommar från maj till juli.
Tuvstarr bildar ibland hybrider med hundstarr.

## Habitat
Tuvstarr är ganska vanlig till sällsynt i Norden. Dess utbredning sträcker sig till områden i sydvästra och sydöstra samt stora delar av norra Finland, områden i mellersta och norra Sverige, Skåne, Åland, norra Gotland, områden i sydöstra Norge samt områden i nordöstra Danmark.

### Utbredningskartor
- Norden
- Norra halvklotet

## Biotop
Tuvstarr växer vanligtvis på våt, näringsrik mark, såsom källdrag, kärr, strandängar, bäckkanter, diken, och övergivna slåttermarker. Den är vanlig på ler- och mjälarika jordar.

## Etymologi
- Carex var i Romerska riket en allmän beteckning på örter med taggiga blad eller på täta buskage.
- Cespitosa är latin, och betyder tuvad med syftning på växtsättet.

## Externa länkar

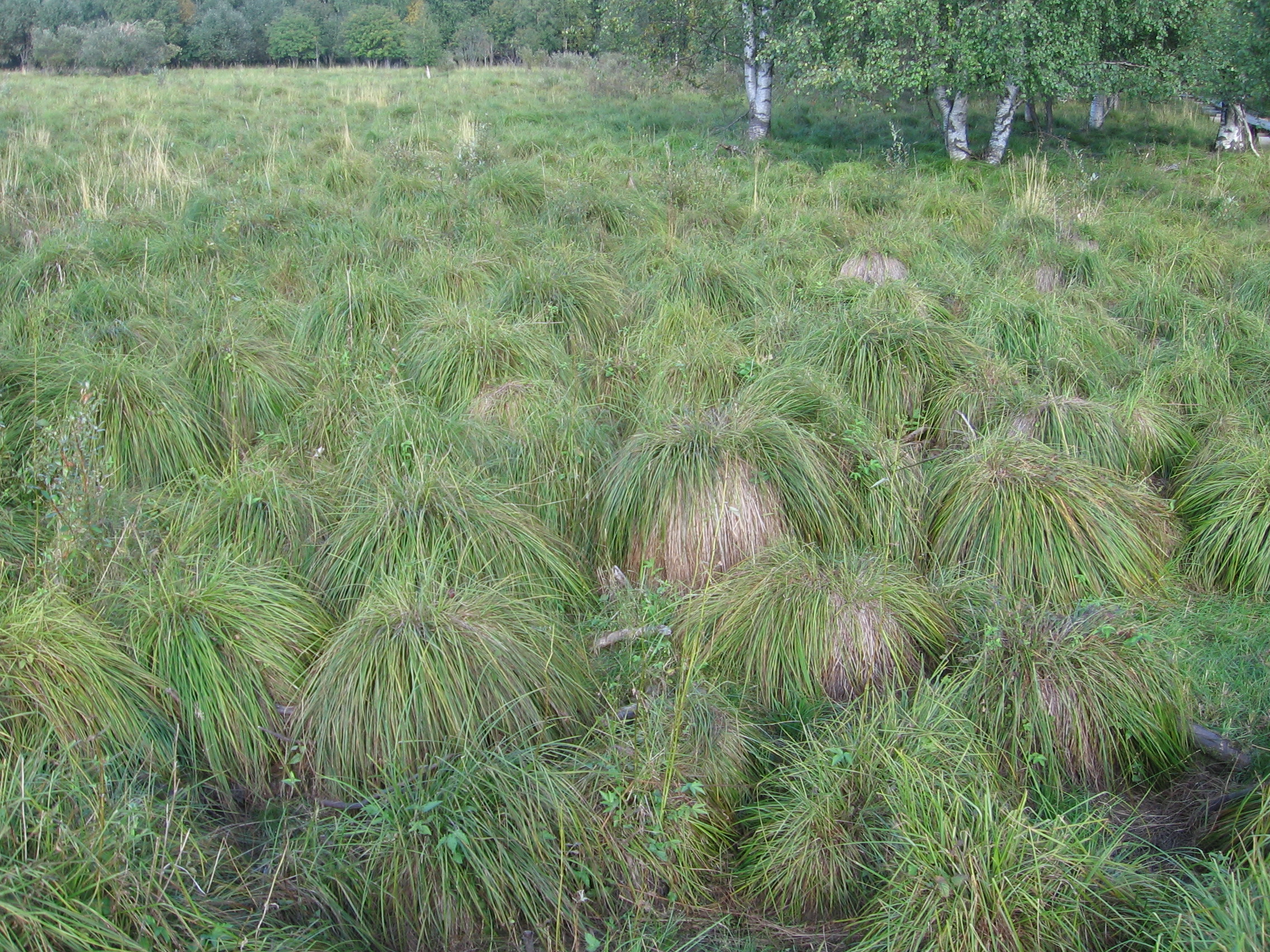
Tuvstarr.